# Тілопо арнгемський
Тілопо арнгемський (Ptilinopus alligator) — вид голубоподібних птахів родини голубових (Columbidae). Ендемік Австралії. Вид отримав назву на честь річки Аллігатор, в басейні якої мешкає арнгемський тілопо.

## Опис
Довжина птаха становить 38-44 см, вага 450-570 г. Виду не притаманний статевий диморфізм. Голова біла, шия жовтувато-охриста. Верхня частина тіла чорна з легким металевим відблиском. Крила чорні. на краях зеленуваті. Надхвістя попелясто-сіре. Хвіст чорний, крайні стернові пера мають зеленуваті края, кінці стернових пер сріблясто-білі. Груди білі з жовтувато-охристим відтінком. Вони відділені від живота широкою чорною смугою. Живіт темно-сірий. очі темно-червоні, навколо очей гола сірувата або зеленувата шкіра. Дзьоб зеленувато-жовтий. Лапи червоні. 
У молодих птахів голова сіра, шия поцяткована сірими смужками. Пера на верхній частина тіла і на крилах мають вузькі жовті края. Райдужки темно-карі або жовті з сірим внітрішнім кільцем. Шкіра навколо очей зеленувата, дзьоб сизий, лапи рожевуваті.

## Поширення і екологія
Арнгемські тілопо мешкають на заході Арнемленду, регіону у Північній Теритрії, зокрема на території Національного парку Какаду. Вони живуть у вологих рівнинних тропічних лісах. Зустрічаються на висоті до 1500 м над рівнем моря.

## Поведінка
Арнгемські тілопо зустрічаються поодинці або парами, рідко утворюють зграї до 20-30 птахів. Ведуть переважно деревний спосіб життя, спускаються на землю лише для втамування спраги. Живляться різноманітними плодами і ягодами. Сезон розмноження триває з травня по листопад, таким чином припадаючи на кінець сезону посухи і на початок сезону дощів. Гніздо являє собою типову для голубів платформу з хмизу, яка розміщується на дереві. В кладці одне яйце.